# Eugène Goupil
Charles Eugène Espéridion Goupil (14 décembre 1831, Mexico - 24 octobre 1895), est un entrepreneur, philanthrope et collectionneur français d’origine franco-mexicaine. Il acquit une importante collection d’antiquités et de documents manuscrits ou imprimés mexicains et fit don des derniers à la BnF, faisant du fonds mexicain de cette institution l’un des plus importants du monde. Le musée d’ethnographie du Trocadéro hérita également de certaines de ses pièces.

## Biographie
Il est le premier-né des onze enfants du couple formé par Joseph Victor Ferdinand Sénateur Goupil (1806-1884), installé avec son père depuis au moins 1820 au Mexique où il possédait un commerce de vêtements et bijoux, et Anna Benita (Maria) Meléndez (1811-1875), de mère aztèque, peuple qui avait pourtant disparu, dissout dans métissage de la capitale coloniale de la Nouvelle-Espagnd
La famille revient habiter en France en 1851, s’installant dans le Pavillon de Sully du château de Saint-Germain-en-Laye où son père fait planter du maguey, une curiosité botanique. Les liens avec le Mexique ne sont néanmoins pas interrompus et seront maintenus jusqu’au XXe siècle par différents membre de cette famille étendue. Eugène Goupil devient comme son père homme d’affaires, sa principale entreprise est une fabrique de perles métalliques sise à Chaumontel, qui lui procure une certaine aisance ; ses perles sont d’ailleurs primées à l'Exposition universelle de 1889. Sa fortune est néanmoins insuffisante pour acquérir tous les manuscrits qu’il désire, en particulier à partir de 1889, sa fabrique ayant subi un incendie. 

## Collections
Mû par le désir de préserver et de faire connaître l’héritage de « ses ancêtres indiens » « sous une forme authentique », il entreprend de constituer une collection pour le bénéfice de la science. Il achète en 1888 la collection d’antiquités de l’antiquaire Eugène Boban, qu’il lui prête pour l’Exposition universelle de 1889. Par l’entremise de Boban, il acquiert en 1889 de très nombreux manuscrits et des imprimés rares appartenant à Joseph Marius Alexis Aubin. Ce dernier avait en son temps acquis de nombreuses pièces de la collection de Boturini, confisquée par le vice-roi de Nouvelle-Espagne. Il avait rapporté plus ou moins clandestinement sa collection en France en 1840, mais dut en révéler l’existence et la mettre en vente à la fin du siècle à cause de difficultés financières liées au Scandale de Panama. Il se rendait aussi compte depuis quelques années qu’il perdait ses facultés mentales et que des pièces disparaissaient peu à peu de sa collection. 
Goupil s’efforça d'ailleurs de retrouver les documents dont Aubin s’était séparé ou qui lui avaient été empruntés de plus ou moins bonne foi. Boban rédigea le catalogue de sa collection, paru en 1891, et se chargea de la publication de certains manuscrits. 
Conformément à son désir, sa veuve fit don en 1898 de la meilleure part de la collection à la BnF. Une partie de la collection Boban fut donnée au musée d’ethnographie du Trocadéro. La famille Goupil conserva des antiquités et des documents d’importance mineure ou refusés par la BnF, qui feront l’objet de ventes jusqu’au milieu du XXe siècle au moins.

## Famille
Le 14 mai 1864, il épouse Augustine Élie. Il a pour petit-neveu le peintre Jean Charlot et pour neveu par alliance le fils de Léon Harmel.